# Damash Gilan
Damash Gilan Football Club (persisch باشگاه فوتبال پگاه گیلان) ist ein iranischer Fußballverein aus Rascht.

## Geschichte

Logo von Pegah Gilan

1983 wurde der Verein unter dem Namen Esteghlal (Shardari) Rascht gegründet. Erst in der Saison 2000/01 schaffte der Klub den Aufstieg in die höchste iranische Spielklasse (Iranian Pro League) und belegte am Ende dieser Spielzeit den zehnten Tabellenplatz. In der darauffolgenden Saison sollte mit der Verpflichtung des erfahrenen Trainers Nasser Hejazi, Torhüter der iranischen Nationalmannschaft bei der WM 1978 in Argentinien, die Klasse gehalten und die Weichen für eine erfolgreiche Zukunft gestellt werden. Es kam jedoch anders als erhofft und der Klub stieg am Ende der Spielzeit 2001/02 nach einer herben Niederlage gegen Abu Moslem Mashhad (7:1) ab. Nur kurze Zeit nach dem Abstieg in die Azadegan League löste sich der Verein auf. Am 5. August 2002 kaufte die Pegah Dairy Co. den Verein auf und änderte den Namen in Pegah Gilan Football Club.
In der Saison 2007/08 stieg Pegah Gilan wieder in die Iranian Pro League auf und belegte am Ende den fünfzehnten Tabellenplatz. Der Verein schaffte außer dem Klassenerhalt auch den Einzug ins Pokalfinale, wobei das Finale nach Hin- und Rückspiel (1:0) und (0:3) gegen Esteghlal Teheran verloren wurde.
Der Verein kam trotz des Klassenerhalts und des Finaleinzuges finanziell in große Schwierigkeiten, weshalb der Start in der Iranian Pro League im Sommer 2008 gefährdet war. Anfang Oktober kaufte dann Amir Abedini, der Besitzer des Mineralwasserunternehmens Damash Iranian, die Lizenz des Pegah Gilan FC und gründete am 11. Oktober 2008 den Verein Damash Gilan Football Club. Am Ende der Saison 2008/09 stieg der Verein jedoch wieder als Vorletzter in die Azadegan League ab. In der Saison 2009/10 verpasste der Verein den direkten Wiederaufstieg, da man als Zweitplatzierter im Play-off gegen Sanat Naft Abadan verlor. Im Sommer 2011 konnte der Verein dann als Erster jedoch den Aufstieg befeiern.

## Erfolge
- Azadegan League

Meister: 2010/11
- Hazfi Cup

Finalist: 2007/08, 2018/19

## Bekannte Trainer
- Darko Dražić (2003–2007, 2012) Co-Trainer und Interim
- Bernd Krauss (2005)
- Stanko Poklepović (2009)
- Firouz Karimi (2009–2010)

## Bekannte Spieler
- Sirous Dinmohammadi
- Saša Ilić
- Pejman Nouri
- Hadi Tabatabaei
- Iosif Tâlvan
- Dariush Yazdani
- Javad Zarincheh